# Златорунский, Алексей Васильевич
Алексе́й Васи́льевич Златору́нский (1861, Сосновая Маза, Саратовская губерния — 11 ноября 1936, Сталинград) — деятель обновленчества, архиепископ Саратовский.

## Биография
Родился в 1861 года в селе Сосновая Маза Хвалынского уезда (ныне — в Хвалынском районе Саратовской области). В 1877 году окончил Балашовское духовное училище.
С 1881 года псаломщик Михаило-Архангельской церкви село Новой Осиновки Аткарского уезда Саратовской губернии. С 28 октября 1885 года — псаломщик Михаило-Архангельского собора города Аткарска. Рукоположен в сан диакона и назначен к тому же собору.
7 августа 1897 года назначен священником Троицкой единоверческой церкви посада Дубовки Царицынского уезда. В августе 1897 года рукоположен в сан священника. Одновременно с 22 января 1898 года законоучитель 2-го Дубовского мужского приходского училища. Одновременно в 1907—1908 года законоучитель Дубовского второклассного министерского училища. 5 мая 1908 года награждён набедренником. Одновременно с 5 мая 1908 года был законоучителем Дубовского второклассного мужского приходского училища.
29 октября 1908 года священник Сергиевской церкви города Царицына. Одновременно в 1908—1910 годы служил законоучителем Шестого Царицынского мужского начального училища. В 1911—1919 годы законоучитель Первого Царицынского мужского начального училища и Третьего Царицынского четырёхклассного высшего начального училища. 6 мая 1912 года награждён бархатной фиолетовой скуфьёй. Одновременно в 1914—1919 годы — законоучитель 13-го Царицынского мужского приходского училища. До 1917 года был священником Казанской церкви села Шняево Петровского уезда. 23 мая 1917 года назначен настоятелем Сергиевской церкви в Царицыне.
29 февраля 1920 года обвинён в хранении буржуазного имущества и контрреволюционной литературы. 10 марта 1920 года взята подписка о невыезде. 14 апреля 1920 года постановлением Коллегии Царицынской губернской ЧК дело прекращено за недоказанностью.
В 1922 году уклонился в обновленчество. Возведён в сан протоиерея. Служил в Сталинграде. Овдовел.
В ноябре 1928 года хиротонисан во епископа Сталинградского и Донского. Кафедра располагалась в Александро-Невском соборе Сталинграда, а с 1929 года — в Крестовоздвиженской церкви Сталинграда. 20 сентября 1929 года возведён в сан архиепископа.
20 августа 1930 года награждён правом ношения креста на клобуке.
9 марта 1932 года назначен архиепископом Саратовским. С 1934 года епархией не управлял.
Скончался 11 ноября 1936 года в Сталинграде.